# Heracleópolis Magna
Heracleópolis Magna (em grego clássico: Μεγάλη Ἡρακλέους πόλις; romaniz.: Megálē Herakléous pólis) ou Heracleópolis (Ἡρακλεόπολις, Herakleópolis) é o nome romano da capital do vigésimo nomo do Alto Egito, conhecido em egípcio antigo como  Het-Nesut. O local está localizado a aproximadamente 15 km (9,3 mi) a oeste da moderna cidade de Beni Suef, na província de Beni Suefe do Egito.

## Nome
No Antigo Egito, Heracleópolis Magna era conhecida em demótico como nn nswt Filho do Faraó (aparecendo como hnn nswt ou hwt nn nswt). Este foi mais tarde desenvolvido em copta:  Ϩⲛⲏⲥ (/ǝhnes/), que foi emprestado em árabe egípcio:  اهناس Ahnās precoce. O local é agora conhecido como Ihnasiyyah Umm al-Kimam "Ihnasiyyah, Mãe dos Fragmentos" e como Ihnasiyyah al-Madinah "A Cidade de Ihnasiyyah".
O nome Grego significava "Cidade de Héracles", com o epíteto "grande" sendo adicionado para distingui-lo de outras cidades com esse nome. A forma Grega tornou-se mais comum durante o Reino Ptolemaico, que chegou ao poder após a morte de Alexandre, o Grande. O Império Romano usou uma forma latinizada do nome Grego.

## Cronologia de ocupações importantes

### Época Tinita
A data dos primeiros assentamentos no local de Heracleópolis não é conhecida, mas uma entrada na Pedra de Palermo que relata a visita do rei Usafedo ao lago sagrado de Harsafés em Nenj-nesut, o nome antigo da cidade, sugere que já estava em existência em meados da Primeira Dinastia, c. 2970 a.C..

### Primeiro Período Intermediário(2181–2055a.C.)

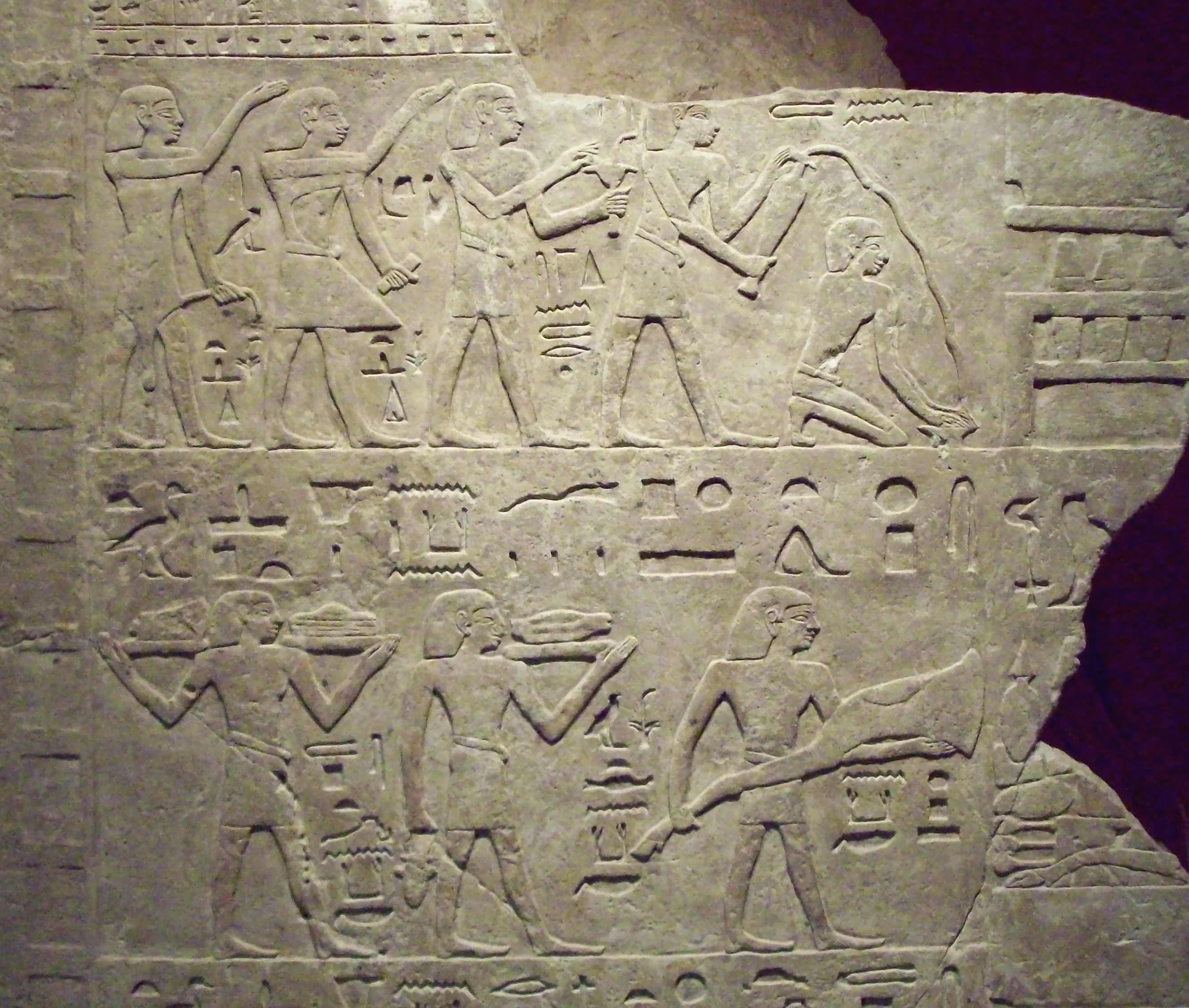
Vista parcial do baixo relevo da parede norte de uma capela funerária contendo os túmulos do governador de distrito Nefercau (Nfr-khaU) e de uma mulher chamada Satebaetepe (provavelmente a sua mulher; Sa-t, Ba-htp), datado entre a 9ª e a 11ª dinastias. Mostra um ritual funerário de oferendas de comida para o Ka de Satebaetepe

Heracleópolis primeiro ganhou proeminência e alcançou o seu apogeu de poder durante o Primeiro Período Intermediário, entre 2181–2055 a.C.. Eventualmente, após o colapso do Império Antigo, o Egito foi dividido em Alto e Baixo Egito. Heracleópolis tornou-se a principal cidade do Baixo Egito e foi capaz de exercer o seu controle sobre grande parte da região. Heracleópolis exerceu um tão grande controle sobre o Baixo Egito durante este tempo que egiptólogos e arqueólogos egípcios se referem por vezes o período entre a 9ª e a 10ª Dinastias (2160–202 a.C.) como o período Heracleópolitano. Durante este período, Heracleópolis encontrou-se frequentemente em conflito com a capital de facto do Alto Egipto, a antiga Tebas.

### Império Médio
Entre a última parte do Primeiro Período Intermediário e o início do Império Médio, a cidade tornou-se o centro religioso do culto de Harsafés, e o Templo de Harsafés foi construído. Heracleópolis Magna e a sua dinastia foram derrotados por Mentuotepe II em  2055–2004 a.C., que inaugurou o período do Império Médio.

### Terceiro Período Intermediário(1069–747a.C.)
Na época do Terceiro Período Intermediário (1069–747 a.C.), Heracleópolis cresceu novamente em importância. Houve muitas reformas e novas construções do templo e dos centros mortuários que existiam na cidade, e novamente tornou-se um importante centro religioso e político.

### Egito Ptolemaico(332–30a.C.)
No Reino Ptolemaico (332–30 a.C.), Heracleópolis ainda era um importante centro religioso e cultural no Egito. Os governantes Gregos desse período, numa tentativa de encontrar conexões e comparações entre os seus próprios deuses e os deuses da terra que eles estavam a governar agora, associaram Harsafés com Héracles no Interpretatio graeca, daí o nome frequentemente usado pelos estudiosos modernos para Heracleópolis.

### Egito Romano (30 a.C.–390 d.C.)
O local de Heracleópolis foi ocupado até mesmo na época Romana. Perto da Necrópole de Sedmet el-Gebel, foram encontradas casas que datam deste período, o que por si só implica uma ocupação continuada da área.

## Escavações arqueológicas

### Sir Flinders Petrie e Édouard Naville

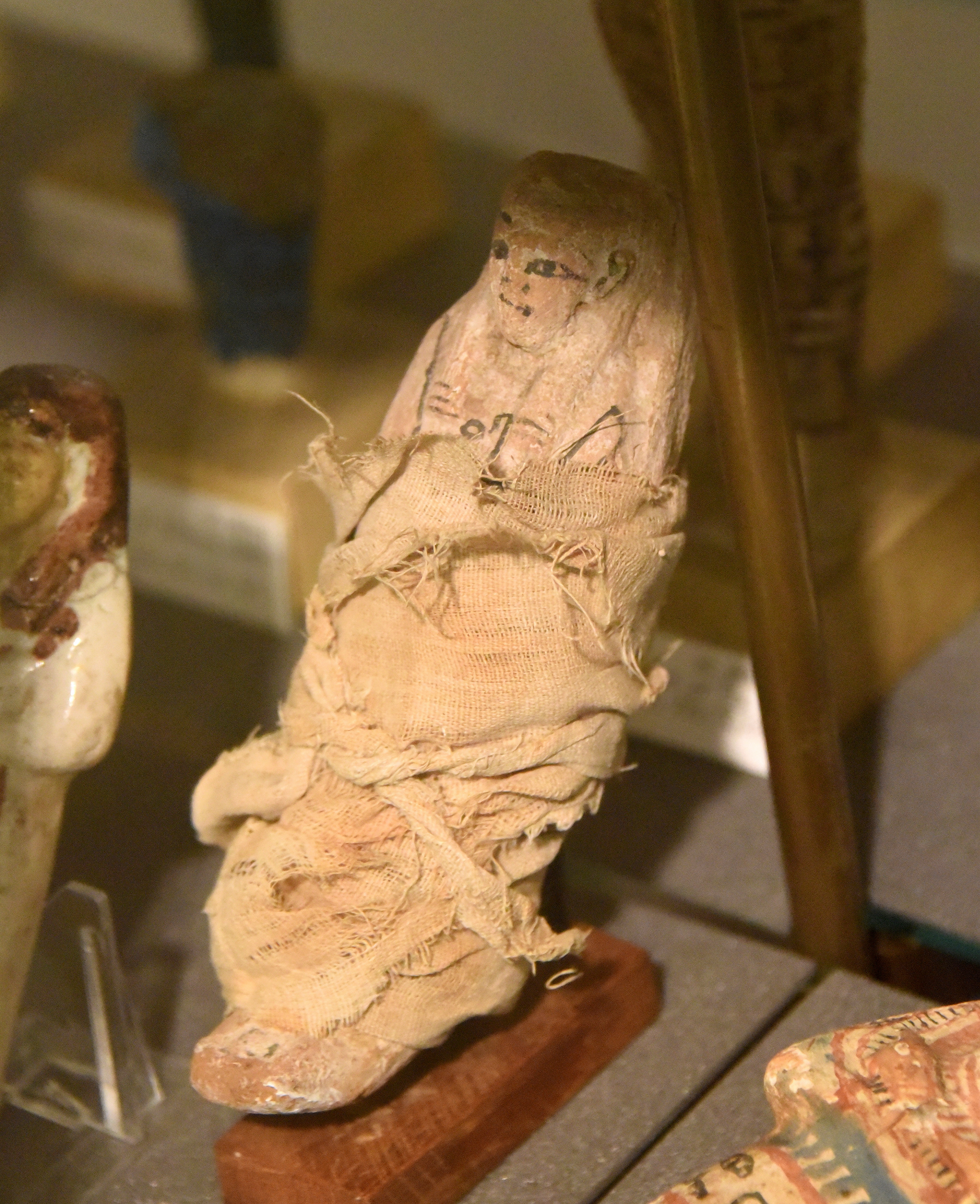
Cerâmica Shabti de Heracleópolis Magna com túnicas de linho de T3y-ms. XIX dinastia. (Museu Petrie de Arqueologia Egípcia, Londres)

A primeira pessoa a empreender uma extensa escavação em Heracleópolis foi o Egiptólogo Suíço Édouard Naville. Depois de escavar o que ele acreditava ser a totalidade do Templo de Harsafés, Naville chegou à conclusão de que ele havia encontrado tudo o que Heracleópolis tinha para oferecer.
O seu amigo Sir Flinders Petrie, por outro lado, "... em 1879 suspeitou que a região já desmatada era apenas uma parte do templo" e, assim, Heracleópolis (ou Ehnasya como ele chamava, um nome que remonta a para o período de ocupação romana do local) tinha muito a ser desenterrado.
Petrie descobriu muito que Naville não acreditava que existisse. Ele completou a escavação do templo de Harsafés e tentou encontrar outros restos em uma área ao redor do templo. Ao fazê-lo, ele conseguiu descobrir características anteriormente desconhecidas nos restos de casas do período romano de ocupação. Ele também identificou outro templo que ele atribuiu à 19ª Dinastia, assim como os acréscimos adicionados ao Templo de Harsafés associados a Ramessés II. Além de características arqueológicas, os artefatos encontrados por Petrie durante a sua escavação são numerosos e abrangem toda a extensão cronológica da povoação. Relacionando-se especificamente aos artefactos encontrados no final do Primeiro Período Intermédio e no início do Império Médio, Petrie descobriu numerosos fragmentos de panela associados à 11ª Dinastia. Dos últimos períodos Romanos, Petrie encontrou numerosos objetos associados a muitos dos locais mortuários que ele descobriu, incluindo ferramentas de ferro, cerâmica e ícones.

### Escavações recentes
Enquanto outras escavações são poucas e naturalmente ofuscadas pela de Flinders Petrie e a sua famosa expedição, tem havido várias escavações mais recentes que também aumentaram o conhecimento do local. Durante a década de 1980, uma equipa Espanhola realizou escavações e descobriu artefatos tais como um altar de libação e um par de olhos decorados presumivelmente de uma estátua, todos atribuídos a um templo datado do Terceiro Período Intermediário.
Uma equipa Espanhola também realizou escavações em 2008, sob a direção de María del Carmen Pérez-Die, do Museu Nacional de Arqueologia, em Madrid, Espanha. os seus esforços revelaram uma tumba anteriormente desconhecida com várias portas falsas que datam do Primeiro Período Intermediário, bem como ofertas fúnebres, as quais não haviam sido vandalizadas.